# New Pittsburgh Courier
O New Pittsburgh Courier, ex-Pittsburgh Courier, é um jornal da região metropolitana de Pittsburgh, Pensilvânia, Estados Unidos.